# Aurel Duruț
Aurel Duruț (n. 22 iunie 1951

,Sălbăgel) este un senator român, ales în 2012.